# Caballería númida

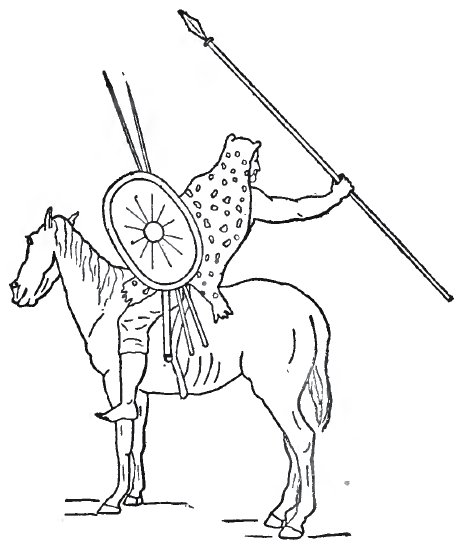
Jinete númida.

La caballería númida fue un tipo de caballería ligera desarrollado por los númidas. Tras ser usados por Aníbal durante la segunda guerra púnica, fueron descritos por Livio como "de lejos los mejores jinetes de África." Estaba formada por jinetes hostigadores que inicialmente desgastaban al enemigo desde la distancia. En la antigüedad la caballería númida no solo estaba considerada la mejor de toda África, sino de todo el Mediterráneo.
Su táctica consistía en lanzar jabalinas al enemigo para después retirarse rápidamente y evitar el choque directo. Pero también podían luchar cuerpo a cuerpo.
Los númidas, jinetes natos, eran famosos por no emplear sillas de montar o brida, pues solo utilizaban un lazo o un palo para dirigir a sus caballos. Sin embargo, maniobraban con gran destreza y sus monturas eran muy resistentes.
La caballería númida decidió la suerte de la segunda guerra púnica en todas las batallas y en especial en la batalla de Zama.

## Historia
Los caballos de la caballería númida, antepasados del caballo bereber, eran pequeños en comparación con otros caballos de la época y estaban bien adaptados para desplazarse con mayor rapidez en largas distancias. Los jinetes númidas cabalgaban sin sillas ni bridas y controlaban sus monturas con una simple cuerda alrededor del cuello del caballo y una pequeña fusta. No llevaban ningún tipo de protección corporal, salvo un escudo redondo de cuero o una piel de leopardo, y su principal arma eran las jabalinas, además de una espada corta.
Debido a su experta equitación y a su agilidad, así como a su falta de armadura o armamento pesado, eran los más adecuados para las tácticas de acoso, cargando en formaciones sueltas y lanzando sus jabalinas antes de darse vuelta para escapar del contraataque del enemigo. Tal táctica de acoso, aunque rara vez era decisiva, podía ser extremadamente frustrante para un enemigo menos móvil, como fue el caso de los soldados de Julio César durante su invasión de África.
A la vez, sin embargo, los númidas eran generalmente incapaces de mantenerse firmes contra tipos de caballería más pesados. En un incidente durante la antes mencionada invasión africana, treinta jinetes galos de César repelieron a una fuerza mucho mayor de caballería mora, mientras que en otra ocasión un escuadrón de jinetes ibéricos de caballería pesada de César derrotó a una gran tropa de númidas al mando de Labieno, mientras que sus jinetes galos y germánicos se mantuvieron firmes.
Los númidas eran extremadamente útiles durante guerras pequeñas, y su presencia sin duda contribuyó en gran medida a la eficacia de las tareas de reconocimiento e inteligencia de Aníbal. La invasión de Roma por parte de Aníbal durante la segunda guerra púnica es más conocida por el uso de elefantes de guerra de movimiento lento, pero también empleó la caballería númida cuando era necesario un movimiento más rápido, como ocurrió para atraer a los romanos a una trampa en la batalla del Trebia y para luchar en su flanco derecho.
La caballería númida era ampliamente conocida y no sólo luchó en el ejército cartaginés, sino también en otros ejércitos de la época: los romanos incluso emplearon la caballería númida contra la de Aníbal en la batalla de Zama, en la que la "caballería númida dio la vuelta a la balanza".
Durante los siguientes siglos, el ejército romano empleó la caballería ligera númida en unidades separadas (equites Numidarum o Maurorum).